# Pilgrim Fathers

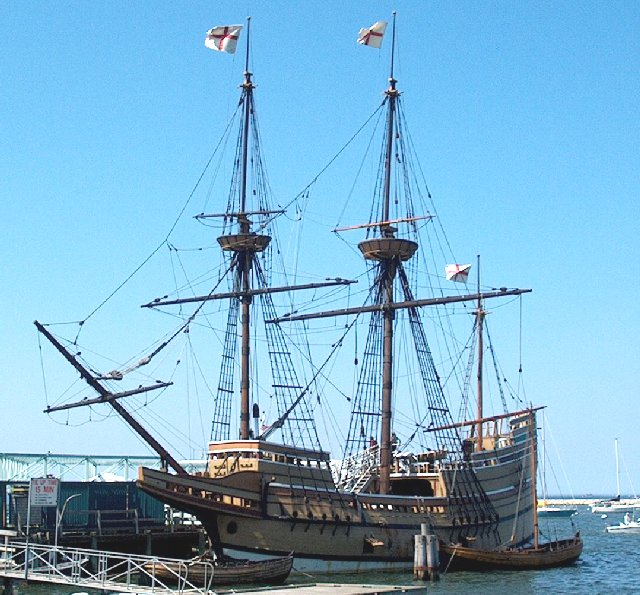
Replica van de Mayflower

De Pilgrim Fathers of Pilgrims (Engels voor "pelgrims") waren een groep Engelse puriteinen die hun land verlieten onder druk van koning Jacobus I van Engeland. Een groot deel van deze calvinistisch georiënteerde vluchtelingen nam de wijk naar Leiden in Nederland. Een aantal van hen voer in het begin van de 17e eeuw van Europa naar Amerika om daar in vrijheid een nieuw bestaan op te bouwen.
Hun invloed is nu nog groot. Ze zijn niet te verwarren met de Founding Fathers van de Verenigde Staten, maar wel hun voorgangers. Van hen stammen zeven presidenten van de VS af: Grant, Coolidge, Taylor, F.D. Roosevelt, George H.W. Bush, George W. Bush en Barack Obama.

## Aanleiding
De groep zocht een woonplaats waar de leden hun religie vrij konden beoefenen en in staat waren volgens door hen zelf gestelde regels te leven. De groep had gebroken met de Engelse staatskerk omdat die volgens hen de reformatie niet ver genoeg had doorgezet. Voor het belijden van hun puriteinse idealen was niet veel ruimte in het Engeland van Jacobus I.

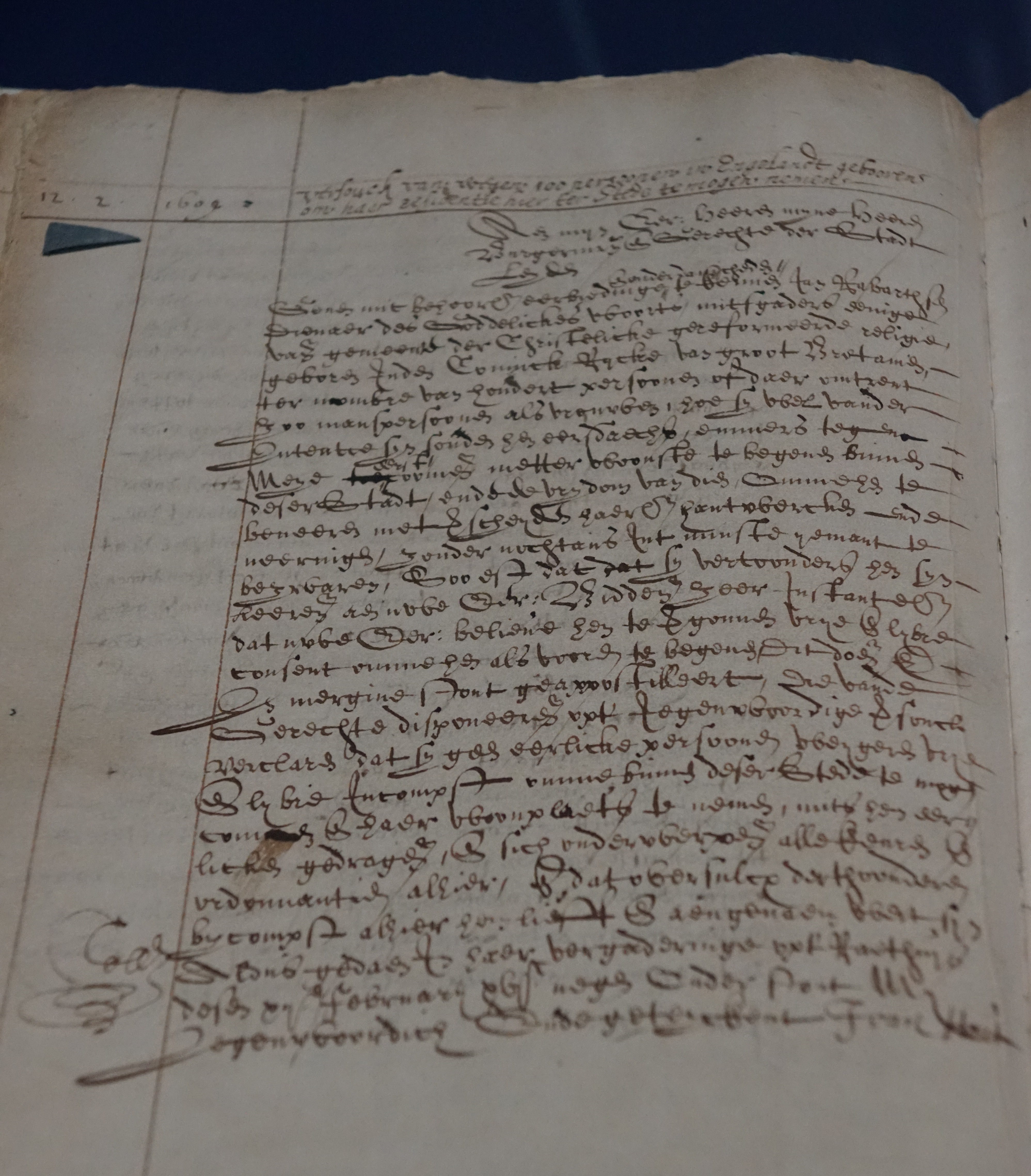
Toestemming van het stadsbestuur van Leiden dat de Pilgrims zich in Leiden mogen vestigen, 12 februari 1609.

## Verblijf in Nederland 1609 - 1620
Onder leiding van de ouderling William Brewster en dominee Richard Clifton verlieten zij hun huis in Scrooby en voeren naar Amsterdam om aan de religieuze vervolging in Engeland te ontkomen. Daar voegden zij zich bij de Engelse vluchtelingen die al in Amsterdam woonden. Om niet betrokken te raken bij de twisten tussen deze vluchtelingen, besloten zij in 1609 naar Leiden te gaan, waartoe zij op 12 februari 1609 schriftelijke toestemming kregen. Gedurende elf jaar woonden ze in Leiden, waar de predikant John Robinson hun leider was. Zij bewoonden wevershuisjes achter de huidige Kloksteeg, waar nu het Jean Pesynhofje is gevestigd.
 Omdat ze de lokale, reeds bestaande, Engelstalige gemeenschap en hun Engelstalige dominee, Robert Dury, te vrijzinnig vonden, was er geen samenwerking met hen; naar alle waarschijnlijkheid werden de erediensten dan ook bij John Robinson aan huis gehouden.
Een groot aantal van hen besloot in 1620 om naar de Nieuwe Wereld te trekken; hun economische situatie in Leiden was niet rooskleurig en bovendien vonden ze de Nederlandse samenleving veel te libertijns. Ze waren bang dat hun gemeenschap zou worden vermengd met andere en zo zou verwateren; een ontwikkeling die bij de gemeenschappen van de Franse en Vlaamse protestanten al gaande was.

## Naar Amerika 1620
Minder dan de helft van de gemeenschap voer vanuit Delfshaven naar Southampton in het schip Speedwell, waar ze zich voegden bij een grotere groep separatisten. De twee groepen scheepten vervolgens samen in op de Mayflower en staken zo de Atlantische Oceaan over.

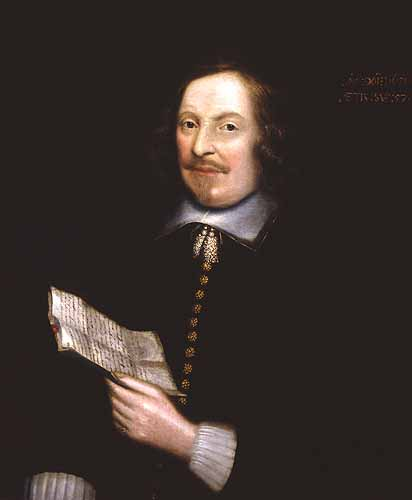
Het enige bekende portret van een Pilgrim: Edward Winslow, geschilderd in 1651

De Mayflower vertrok op 6 september 1620, met 102 emigranten aan boord, naar Noord-Virginia, waar ze een stuk land hadden toegezegd gekregen door een vriend van de familie Brewster, die bij de London Company werkte. Ze werden echter door stormen uit hun koers geblazen en arriveerden na 65 dagen op zee op het schiereiland Cape Cod, waar ze nabij het huidige Provincetown voor anker gingen.
Omdat het een aanzienlijke reis zou worden naar hun oorspronkelijke bestemming, kozen de Pelgrims er toen voor om hun plan te laten varen en ter plekke een gemeenschap te stichten. Ze hadden geen wettelijke basis om een kolonie te stichten en ondertekenden gezamenlijk een eigen verklaring, de Mayflower Compact (Mayflower-overeenkomst) waarin ze overeenkwamen om een gemeenschap met zelfbestuur op te richten.
Hoewel ze voedsel en zoet water aantroffen op Cape Cod, en zelfs contacten legden met plaatselijke bewoners, staken ze uiteindelijk de baai van Cod over, en vestigden wat de Plymouth Colony genoemd zou worden op het vasteland van Massachusetts. Om te overleven kregen ze hulp van het opperhoofd Massasoit, waarbij Squanto als tolk diende. De laatste overlevenden van de oorspronkelijke groep waren Mary Allerton en John Alden.
De Pelgrims worden meestal afgebeeld in zwarte en witte kleren. Dit kwam echter niet veel voor. Hoewel ze er wel naar streefden de zonde in hun gemeenschap uit te roeien, waren ze daarin niet zo extreem als ze wel worden voorgesteld. Ze dronken bijvoorbeeld wel alcohol (hoewel dronkenschap niet werd getolereerd), droegen vaak helder gekleurde kleren, en waren niet tegen seks, mits binnen het huwelijk.

## Achterblijvers
Niet alle Pelgrims gingen mee; velen bleven achter in Leiden, onder wie hun geestelijk leider, Rev. John Robinson. Hij werd begraven in de Pieterskerk; en met hem vele anderen. Een gedenksteen aan de kerk geeft hun namen weer.

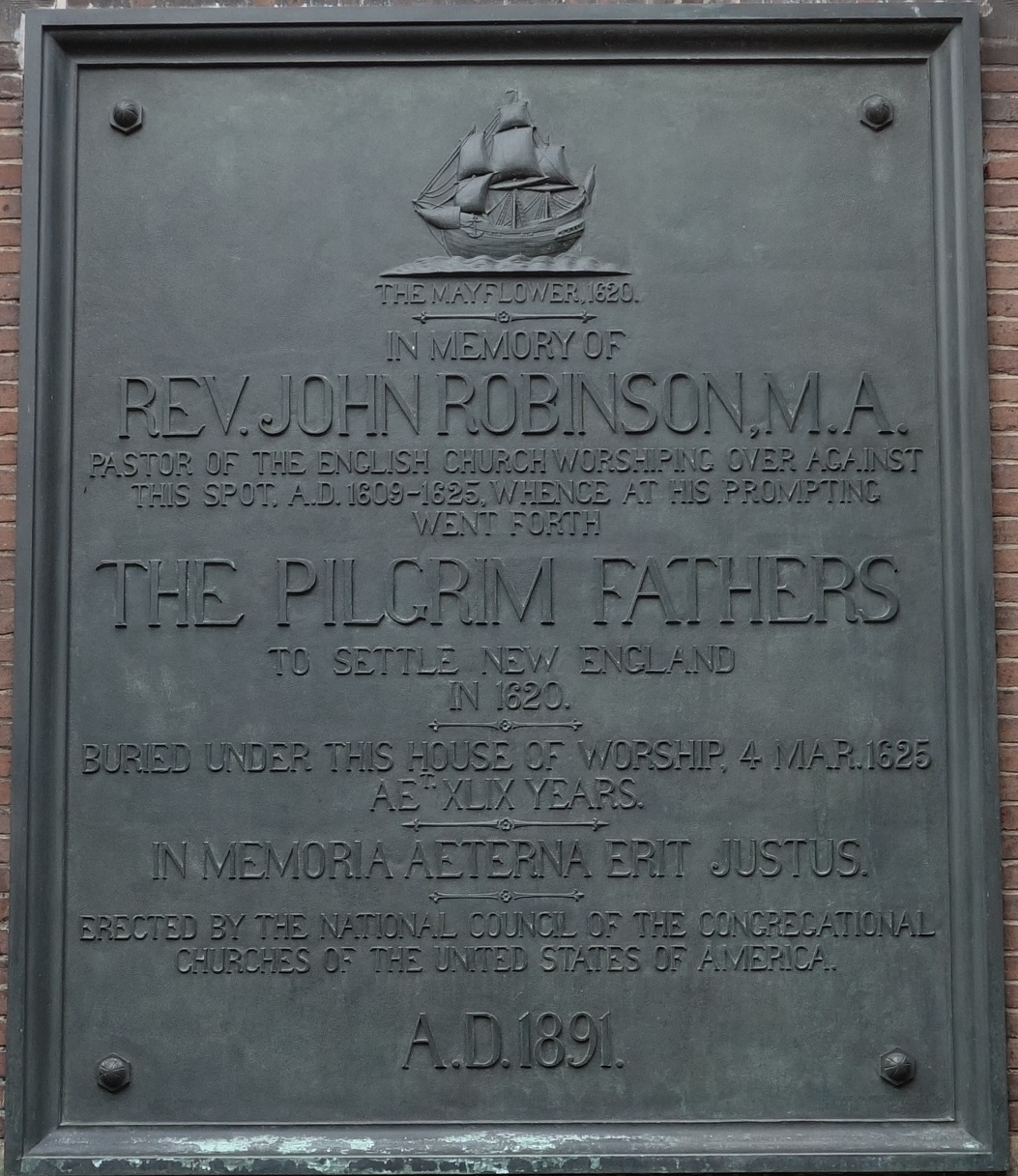
Gedenkteken aan de Pieterskerk, ter ere van de Pilgrims, opgericht in 1891

## Cultus
Rond de Pilgrim Fathers is in de VS een hele cultus ontstaan. Zo is er onder andere de Mayflower Society, en er worden historische plaatsen in ere gehouden, zoals de Plimouth Plantation. Ook de traditie van Thanksgiving Day zou teruggaan op een viering van de eerste oogst van de Pilgrim Fathers en zou geïnspireerd zijn op het 3 oktoberfeest dat de Pilgrim Fathers jaarlijks hadden meegemaakt in Leiden. In Virginia betwist men dat.

 Ook in Nederland is een veelheid aan gedenktekens voor hen opgericht, in hun woonplaats Leiden en in Delfshaven, omdat zij daar zijn ingescheept; in Leiden zijn zeven gedenktekens, waarvan drie in of aan de Pieterskerk. Op 17 juli 1989 bracht de Amerikaanse president George H.W. Bush een bezoek aan Leiden, speciaal om zijn voorvaderlijke Pilgrim Fathers te eren.

## Musea
Musea gewijd aan de Pilgrim Fathers zijn:
- Het Leiden American Pilgrim Museum in Leiden (Nederland)
- Pilgrim Archives[10] in Leiden (Nederland)
- Het Pilgrim Hall Museum in Plymouth (Massachusetts) (Verenigde Staten)
- De Plimoth Plantation; openluchtmuseum in Plymouth (Massachusetts) (Verenigde Staten)
- Het Pilgrim Monument & Provincetown Museum in Provincetown (Massachusetts) (Verenigde Staten)
- Pilgrim Father Memorial in de Oude of Pelgrimvaderskerk in Rotterdam-Delfshaven[11]
- Het Mayflower Museum in Plymouth (Groot-Brittannië)